# Mâchoire

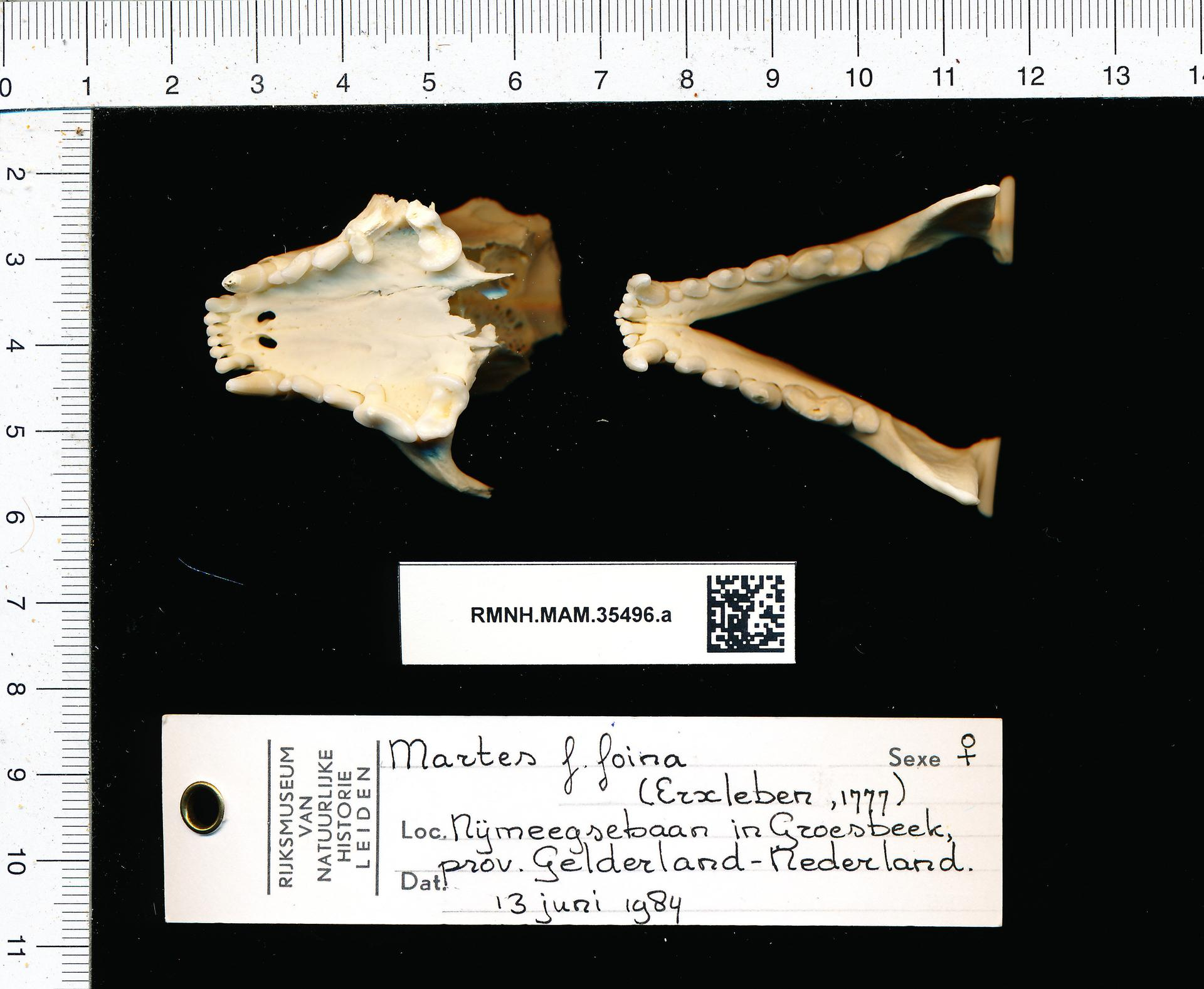
mâchoires de fouine (sous-espèce Martes foina foina).

Les mâchoires sont les deux structures opposables (maxillaire et mandibule) formant la bouche (ou près de l'entrée de la bouche).
Le terme « mâchoires » est aussi appliqué au sens large aux structures constituant la voûte de la bouche et servant à l’ouvrir et à la fermer.
Les vertébrés de l'infra-embranchement des Gnathostomata ont des mâchoires. Elles sont osseuses ou cartilagineuses et les deux parties s'opposent verticalement. Chez les arthropodes, les mandibules sont chitineuses et s'opposent latéralement ; elles peuvent être des pédipalpes.

## Fonctions des mâchoires
Les mâchoires sont fondamentalement destinées à l’obtention, au transport à la bouche et/ou à la mastication de la nourriture.

## Vertébrés
Les mâchoires sont le plus souvent les supports pour les dents ou les bases pour l'attachement d’un bec.

### Poissons gnathostomes

Mâchoires externes et pharyngeales de la murène.

### Reptiles
Chez les reptiles, la mâchoire est faite de cinq os :
- l'os carré ;
- l'os quadratojugal ;
- l'os jugal ;
- l'os articulaire ;
- l'os maxillaire.

### Mammifères

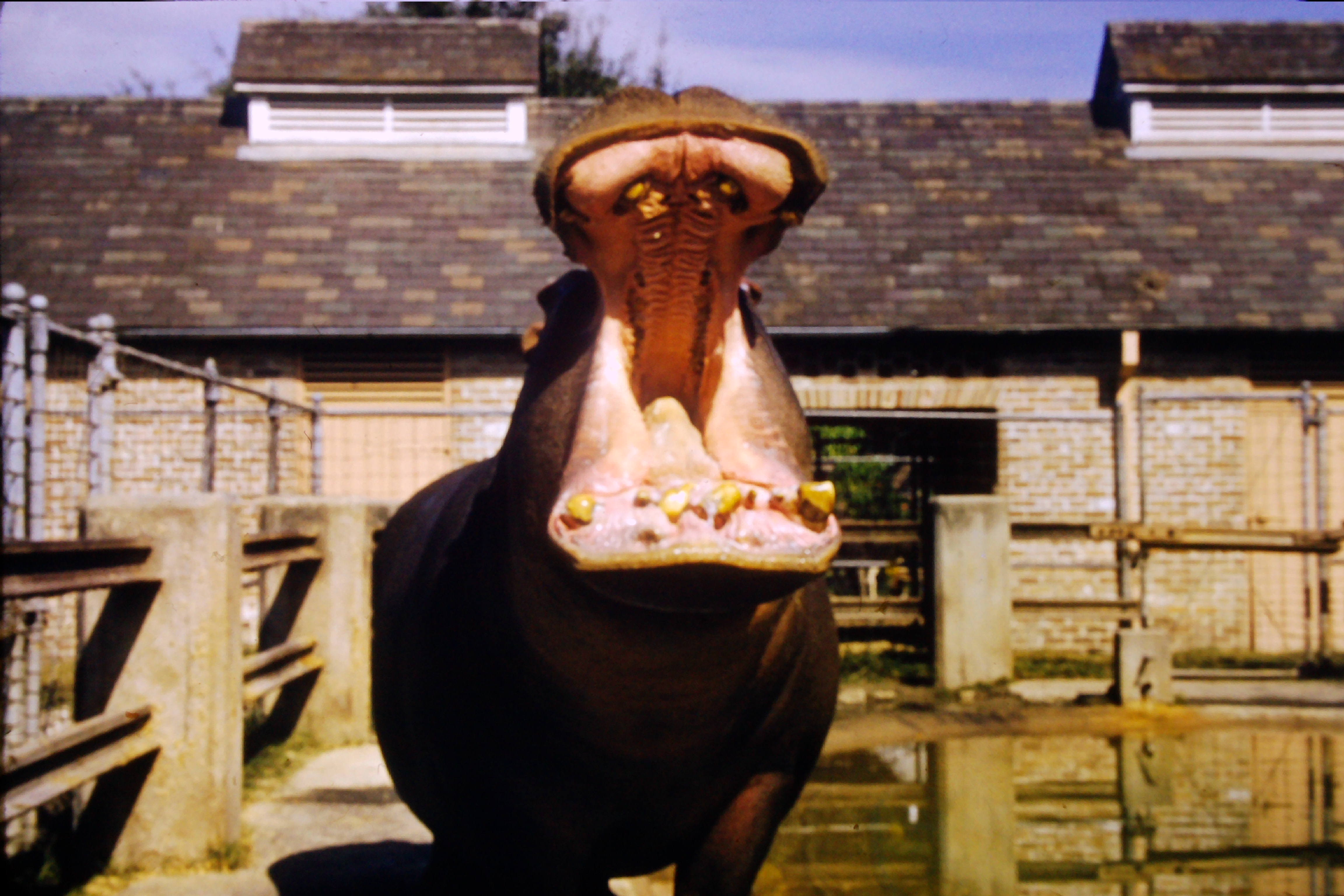
Machoires d'un hippopotame.

Chez les mammifères, la mâchoire inférieure est le composant mobile qui articule au processus postérieur, ou rami (singulier ramus), avec les os temporaux du squelette de chaque côté.
Le mot « mâchoire » utilisé au singulier réfère typiquement à la mâchoire inférieure ou mandibule.
La mâchoire supérieure, ou maxillaire, est plus ou moins fixée au squelette, et est composée de deux os, qui sont fusionnés dans la ligne médiane par une suture. Une fermeture incomplète de cette suture et de celles autour peut être concernée dans la malformation connue comme palais fendu, ou bec-de-lièvre. Les os maxillaires forment le toit de la bouche, le plancher et les côtés de la fosse nasale et le plancher des orbites des yeux.

### Évolution de la mâchoire: comparaison des reptiles et des mammifères
Les reptiles non aviens ont gardé une mâchoire similaire à celle des premiers tétrapodes. Celle des mammifères s'est au contraire fortement différenciée. Il n'est resté que l'os mandibule; les quatre autres os furent réduits en taille et incorporés à l’oreille interne. Dans cette forme réduite, ils sont connus comme le marteau ou malleus, l'enclume ou incus et, le plus ancien, l'étrier ou stapes ; ce sont les osselets. Cette adaptation est avantageuse, non seulement parce qu’un seul os est plus solide mais aussi parce que le marteau et l'enclume améliorent l’ouïe.

### Mâchoires humaines

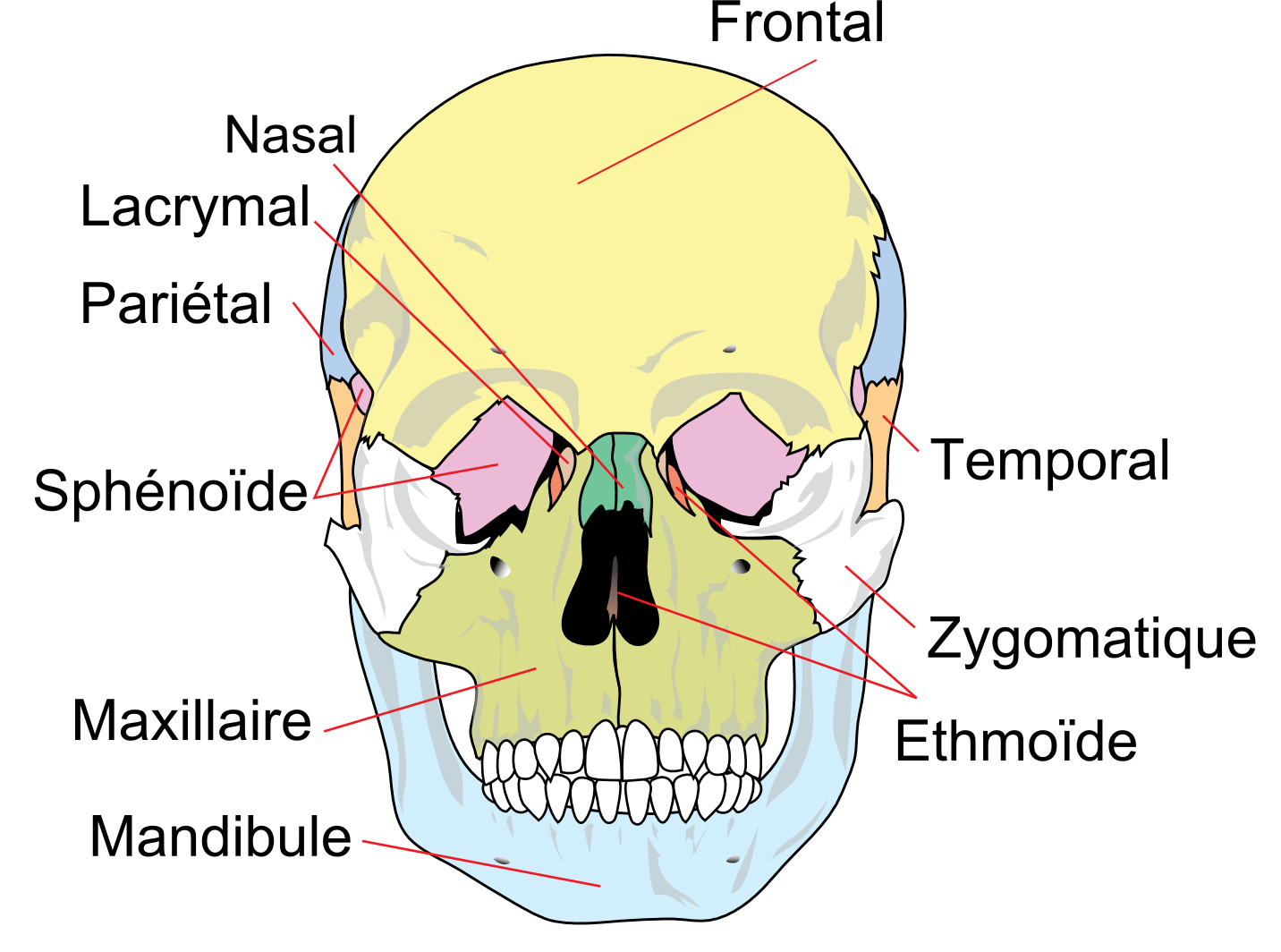
L'os maxillaire et la mandibule constituent la mâchoire humaine.

#### Médecine
En médecine, la chirurgie maxillo-faciale est la spécialité chirurgicale qui s'occupe des interventions sur les mâchoires (par exemple, dans la chirurgie orthognathique ou l'expansion maxillaire).

##### Pathologies
- Hypercondylie mandibulaire, malformation due à un excès de croissance du cartilage condylien.
- Agnathie, malformation caractérisée par l'absence d'une partie ou de l'intégralité d'une ou des deux mâchoires.
- Micrognathie, hypoplasie de la mâchoire inférieure.